# كاتب خطابات
كاتب الخطابات هو الشخص الذي يوظّف لتحضير وكتابة خطابات سيلقيها شخص آخر. يتم توظيف كاتبي الخطابات من قبل العديد من كبار المسؤولين المنتخبين والمدراء التنفيذين في القطاعين الحكومي والخاص.

## المهارات والتدريب
يجب أن يكون كاتب الخطابات قادراً على العمل مباشرة مع المسؤولين التنفيذيين للتحقق من النقاط والأمور والرسائل التي يرغبون بشمولها في خطاباتهم. كما يجب أن يكون كاتب الخطابات قادراً على تقبّل النقد والملاحظات التي توجه له على مسودات الخطابات التي يكتبها، كما يجب أن يكون قادراً على تغيير المسودات حسبما يتطلب الأمر. يجب أن يكون كاتب الخطابات قادراً على العمل بخطابات عديدة متنوعة في الوقت نفسه، فإدارة الوقت في هذا السياق أمر ضروري ليتمكن من الإيفاء بمواعيد التسليم المطلوبة.
يجب أن يكون كاتب الخطابات قادراً على تقبّل فكرة إخفاء الاسم، فكاتب الخطابات كالكاتب الخفي، لا يسمح لهم بالتصريح عن شخصياتهم، إلا في حالات استثنائية. يقول كاتب الخطابات لورنس بيرنشتاين: "بعض العملاء يستدعونك قبل ستة أشهر للعمل على إنجاز خطاب، بينما يستدعيك آخر قبل موعد التسليم بأربع ساعات فقط؛ يطلب البعض إجراء مقابلة مسبقاً، في حين يرغب آخرون بالتدرّب على الخطاب بعد إنجازه؛ عدد الذي يتم إنجاز العمل معهم من خلال التراسل عبر البريد الإلكتروني حتى دون رؤيتهم محدود جداً.
على الرغم من وجود نقابة تدعى «نقابة كاتبو الخطابات» تعنى بشؤون الكتاب المحترفين الذين يختصون بكتابة الخطابات، إلا أن كتاب الخطابات لا يأخذون تدريباً محدداً في مجال أو حقل معرفي تدور حوله الخطابات التي يكتبونها؛ فقد يُعدّ كاتب الخطابات خطاباً لمحافظ ما عن السياسة الصحية دون أن يكون حاصلاً على درجة علمية في الصحة العامة. لكن يجب أن يكون كاتب الخطابات مطلعاً عادة على العديد من الأمور كالاقتصادر والقوانين السياسية والسياسات والقوانين، وهذا ما يجعل منهم اختصاصيين قادرين على ترجمة القضايا الاقتصادية والسياسية المعقدة إلى رسائل واضحة لأغراض عامة. إضافة لذلك، لا يأخذ معظم كتاب السيناريو تدريبات خاصة في الكتابة، شأنهم شأن معظم من يعمل في وظائف كتابية. بل أنهم غالباً ما يطورون مهاراتهم الكتابية من خلال التعليم الأدبي العام (كالعلوم السياسية والفلسفة والقانون والأدب الأنجليزي) والخبرات العملية في السياسة والإدارة العامة والصحافة ومواضيع أخرى.

## عملية كتابة الخطابات

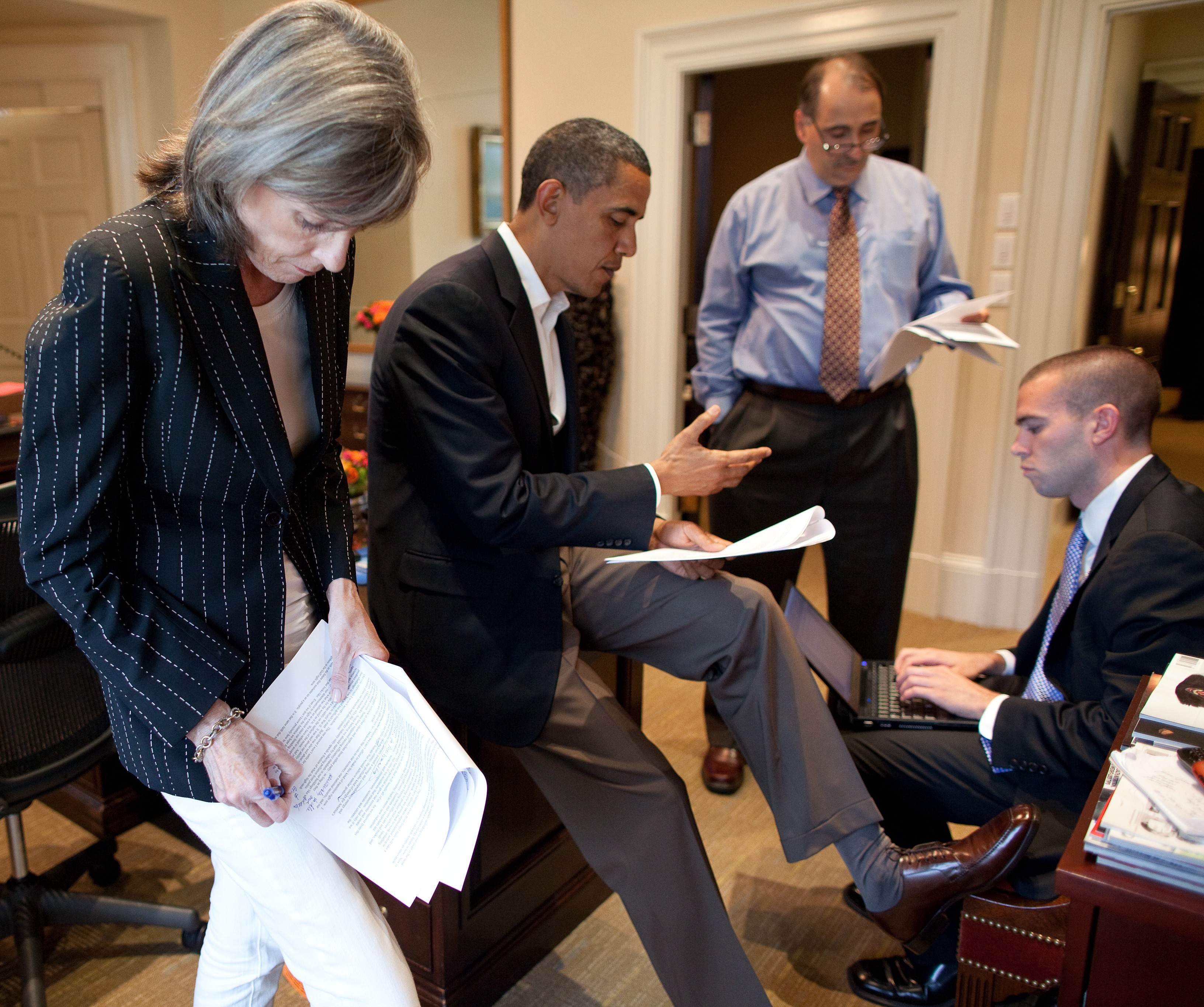
الرئيس الأمريكي باراك أوباما ومعاونوه كارول براونير ودافيد أكسيلرود وجون فافرو (كاتب خطابات)، يعملون جميعاً على إنجاز خطاب في حزيران 2010.

تتضمن عملية كتابة الخطاب عدة خطوات. يجب أن يجتمع الكاتب مع الموظفين التنفيذيين لتحديد إطار عمل وتحديد النقاط الأساسية أو الرسائل المراد شمولها في الخطاب. ثم يعمل الكاتب على إعداد الخطاب حسب إطار العمل المتفق عليه. كما يراعي الكاتب الجمهور الذي سيستمع للخطاب. ثم يعمل الكاتب على مزج الأفكار والنقاط والموضوعات والمواقف والأمثلة والرسائل للخروج بخطاب غني بالمعلومات والمضامين بلغة أصيلة.
بعد ذلك، يعرض الكاتب مسودة الخطاب على ملقي الخطاب ويسجل انطباعاته وملاحظاته والتغيرات التي يرغب بإجرائها. وقد يتطلب الأمر إجراء تغيرات شاملة على محتوى الخطاب، وقد تكون التعديلات بسيطة. ثم يجهّز الكاتب النسخة النهائية للإلقاء.

## كاتبو خطابات مشهورون
فيما يلي بعض أشهر كاتبو الخطابات السياسية:

### أستراليا
- دون واطسون كتب مقالات لرئيس الوزراء الأسترالي باول كيتنغ.

### المملكة المتحدة
- فيليب كولينز كتب لرئيس الوزراء البريطاني توني بلير.
- دكتور ماكس أتكنسون كتب لزعيم الديمقراطيين الأحرار بادي آشداون.

### الولايات المتحدة
- جودسون ت. ويليفير كتب للرئيس وارن ج. هاردينغ عام 1921 وقد أعتبر أول كاتب خطابات رئاسي.
- ألكسندر هاملتون كتب خطابات لجورج واشنطون
- آرثر شليسينغر الابن، كتب للرئيس جون كينيدي.
- ثيودور سورينسون كتب للرئيس جون كينيدي.
- ريتشارد غودوين، كتب للرئيسين جون كينيدي وليندون جونسون.
- بات بوتشنان كتب للرئيس ريتشارد نيكسون.
- وليام سافير كتب للرئيس ريتشارد نيكسون.
- بين شتاين كتب للرئيس ريتشارد نيكسون.
- جيمس فالوس كتب للرئيس جيمي كارتر[2]
- كريس ماثيوس كتب للرئيس جيمي كارتر.
- بوب شرَم كتب للسيناتور تيد كينيدي.
- بيغي نونان كتبت للرئيسين رونالد ريغان وجورج دبليو بوش
- كريستوفر باكلي (روائي) كتب للرئيس جورج دبليو بوش
- مايكل جونز كتب للرئيس جورج بوش.
- توني سنو كتب للرئيس جورج بوش.
- مايكل والدمان كتب للرئيس بيل كلنتون.
- تشارلز فيرن كتب للسيدة الأولى لورا بوش والرئيس جورج بوش.
- دافيد فروم كتب للرئيس جورج بوش.
- مايكل غيرسون كتب للرئيس جورج بوش.
- وليام ماكغورن كتب للرئيس جورج بوش.
- مارك ثيسين كتب للرئيس جورج بوش.
- جون فافرو (كاتب خطابات) كتب للرئيس باراك أوباما.